# Padroso (Montalegre)
Padroso is een plaats (freguesia) in de Portugese gemeente Montalegre en telt 119 inwoners (2001).